# TNA Under Siege
TNA Under Siege es un evento anual de lucha libre profesional producido por Impact Wrestling en el mes de mayo.

## Resultados

### 2021
Under Siege 2021 tuvo lugar el 15 de mayo de 2021 en los Skyway Studios en Nashville, Tennessee, debido a la pandemia mundial de COVID-19. El evento fue transmitido en exclusiva a través de Impact Plus.
- Brian Myers derrotó a Black Taurus (con Crazzy Steve & Rosemary).
  - Myres cubrió a Taurus después de un «Roster Cut».
- Taylor Wilde & Tenille Dashwood (con Kaleb with a K) derrotaron a Kimber Lee & Susan.
  - Wilde cubrió a Susan después de un «German Suplex».
  - Durante la lucha, Kaleb interfirió a favor de Wilde & Dashwood.
- Ace Austin & Madman Fulton derrotaron a Rohit Raju & Shera, XXXL (Acey Romero & Larry D) y TJP & Petey Williams y ganaron una oportunidad por el Campeonato Mundial en Parejas de Impact.
  - Austin cubrió a Larry D después de un «Frog Splash».
- W. Morrissey derrotó a Willie Mack.
  - Morrissey cubrió a Mack después de un «Back Kick».
  - Después de la lucha, Morrissey atacó a Mack pero fue detenido por Rich Swann.
- Fire 'N Flava (Kiera Hogan & Tasha Steelz) derrotaron a Jordynne Grace & Rachael Ellering y ganaron el Campeonato de Knockouts en Parejas de Impact.
  - Steelz cubrió a Grace después de un «Superplex».
- Josh Alexander derrotó a El Phantasmo y retuvo el Campeonato de la División X de Impact.
  - Alexander forzó a El Phantasmo a rendirse con un «Ankle Lock».
- Deonna Purrazzo (con Kimber Lee & Susan) derrotó a Havok y retuvo el Campeonato de Knockouts de Impact.
  - Purrazzo forzó a Havok a rendirse con un «Fujiwara Armbar».
  - Durante la lucha, Lee & Susan interfirieron a favor de Purrazzo.
- FinJuice (David Finlay & Juice Robinson) & Eddie Edwards derrotaron a Kenny Omega & The Good Brothers (Doc Gallows & Karl Anderson).
  - Edwards cubrió a Anderson después de un «Boston Knee Party».
- Moose derrotó a Chris Sabin, Chris Bey, Matt Cardona, Sami Callihan y Trey y ganó una oportunidad por el Campeonato Mundial de Impact.
  - Moose cubrió a Sabin después de un «Spear».

### 2022
Under Siege 2022 tuvo lugar el 7 de mayo de 2022 en el Promowest Pavilion at Ovation en Newport, Kentucky.
- Pre-Show: Heath & Rhino derrotaron a Raj Singh & Shera.
  - Rhino cubrió a Singh después de un «Gore».
- Pre-Show: Rich Swann derrotó a Mike Bailey y Laredo Kid.
  - Swann cubrió a Laredo Kid después de un «Phoenix Splash».
- Gisele Shaw (con Alisha) derrotó a Madison Rayne (con Tenille Dashwood).
  - Shaw cubrió a Rayne después de un «Running Knee».
  - Durante la lucha, Dashwood interfirió a favor de Rayne, mientras que Alisha interfirió a favor de Shaw.
- Chris Sabin derrotó a Steve Maclin.
  - Sabin cubrió a Maclin después de un «Cradle Shock».
- Taya Valkyrie derrotó a Deonna Purrazzo y retuvo el  Campeonato Reina de Reinas de AAA.
  - Valkyrie cubrió a Purrazzo con un «Roll-Up».
  - Después de la lucha, Purrazzo atacó a Valkyrie, pero fue detenida por Mia Yim.
  - Como resultado, Valkyrie mantuvo su campeonato hasta su finalización del contrato con Impact Wrestling y su fichaje a All Elite Wrestling.
- Ace Austin derrotó a Trey y retuvo el Campeonato de la División X de Impact.
  - Austin cubrió a Trey después de un «The Fold».
- Honor No More (Eddie Edwards, Matt Taven, Mike Bennett, Vincent & Kenny King) (con Maria Kanellis) derrotaron a Bullet Club (Jay White, Chris Bey, El Phantasmo, Doc Gallows & Karl Anderson).
  - Bennett cubrió a Anderson después de un «Proton Pack».
  - Durante la lucha, Maria interfirió a favor de Honor No More.
- Tasha Steelz (con Savannah Evans) derrotó a Havok (con Rosemary) y retuvo el Campeonato de Knockouts de Impact.
  - Steelz cubrió a Havok después de un «Blackout».
  - Durante la lucha, Evans interfirió a favor de Steelz, mientras que Rosemary interfirió a favor de Havok.
- The Briscoes (Jay Briscoe & Mark Briscoe) derrotaron a Violent By Design (Eric Young & Deaner) (con Joe Doering) y ganaron el Campeonato Mundial en Parejas de Impact.
  - Mark cubrió a Deaner después de un «Doomsday Device».
  - Durante la lucha, Doering interfirió a favor de Violent by Design.
- Josh Alexander derrotó a Tomohiro Ishii y retuvo el Campeonato Mundial de Impact.
  - Alexander cubrió a Ishii después de un «C4 Spike».

### 2023
Under Siege 2023 tuvo lugar el 26 de mayo de 2023 en el Western Fair District Agriplex en London, Ontario, Canadá. El evento fue transmitido en exclusiva a través de Impact Plus.
- Pre-Show: Death Dollz (Courtney Rush & Jessicka) derrotaron a The Coven (Taylor Wilde & KiLynn King). 
  - Rush forzó a Wilde a rendirse con un «Boston Crab».
  - El Campeonato de Knockouts en Parejas de Impact de The Coven no estuvo en juego.
- Pre-Show: Joe Hendry derrotó a Dirty Dango por descalificación y retuvo el Campeonato de los Medios Digitales de Impact.
  - Dango fue descalificado después de aplicarle un «Low Blow» a Hendry.
  - Después de la lucha, Dango atacó a Hendry, pero fue detenido por Santino Marella.
- Nick Aldis derrotó a Kenny King (con Sheldon Jean).
  - Aldis forzó a King a rendirse con un «Sharpshooter».
  - Durante la lucha, Jean interfirió a favor de King.
- Sami Callihan, Rich Swann & Jake Crist derrotaron a The Design (Deaner, Angels & KON).
  - Swann cubrió a Angels con un «Roll-Up».
- Trinity derrotó a Gisele Shaw (con Jai Vidal & Savannah Evans).
  - Trinity cubrió a Shaw después de un «Starstruck».
  - Durante la lucha, Vidal & Evans interfirieron a favor de Shaw.
- ABC (Ace Austin & Chris Bey) derrotaron a Subculture (Mark Andrews & Morgan Webster) (con Dani Luna) y retuvieron el Campeonato Mundial en Parejas de Impact.
  - Austin cubrió a Andrews después de un «The Fold».
- Trey derrotó a Chris Sabin y retuvo el Campeonato de la División X de Impact.
  - Trey cubrió a Sabin con un «Roll-Up».
- Alex Shelley derrotó a Eddie Edwards, Moose, Jonathan Gresham,  Yuya Uemura y Frankie Kazarian y ganó una oportunidad por el Campeonato Mundial de Impact.
  - Shelley cubrió a Uemura después de un «Shell Shock».
- Deonna Purrazzo derrotó a Jordynne Grace y retuvo el Campeonato de Knockouts de Impact.
  - Purrazzo cubrió a Grace después de un «Queen's Gambit» desde la tercera cuerda.
  - Como resultado, Grace no podrá volver a retar a Purrazzo por el título.
  - Esta fue la última lucha de Grace en Impact.
- Steve Maclin derrotó a PCO en un No Disqualification Match y retuvo el Campeonato Mundial de Impact.
  - Maclin cubrió a PCO después de un «KIA» sobre unos ladrillos.
  - Después de la lucha, Bully Ray y Maclin atacaron a Scott D'Amore, Matthew Rehwoldt, PCO y The Motor City Machine Guns (Alex Shelley & Chris Sabin), atravesando una mesa con fuego a D'Amore.

### 2024
Under Siege 2024 tuvo lugar el 3 de mayo de 2024 en el Washington Avenue Armory en Albany, Nueva York. El evento fue transmitido en exclusiva a través de TNA Plus.
- Pre-Show: Rhino derrotó a VSK.
  - Rhino cubrió a VSK después de un «Gore».
- Pre-Show: The F.B.I. (Zack Clayton & Ray Jaz) (con Guido) derrotó a The Batiri (Kodama & Obariyon).
  - Clayton cubrió a Kodama después de un «Elbow Drop» de Jaz.
- Pre-Show: Laredo Kid derrotó a KC Navarro y retuvo el Campeonato de los Medios Digitales de TNA.
  - Kid cubrió a Navarro después de un «Laredo Fly».
- Josh Alexander & Eric Young derrotaron a Steve Maclin & Frankie Kazarian.
  - Young cubrió a Kazarian después de un «Piledriver».
- Ash by Elegance (con George Iceman) derrotó a Havok (con Rosemary).
  - Ash cubrió a Havok con un «Roll-Up».
  - Durante la lucha, Iceman interfirió a favor de Ash, mientras que Rosemary lo hizo a favor de Havok.
  - Después de la lucha, Ash atacó a Havok.
- Joe Hendry derrotó a Zachary Wentz (con Trey).
  - Hendry cubrió a Wentz después de un «Standing Ovation».
  - Durante la lucha, Trey interfirió a favor de Wentz.
- Alisha & Masha Slamovich derrotaron a Spitfire (Dani Luna & Jody Threat) (con Lars Frederiksen) y ganaron el Campeonato de Knockouts en Parejas de TNA.
  - Alisha cubrió a Threat después de un «Pedigree».
- Rich Swann (con AJ Francis) derrotó a Jake Something.
  - Swann cubrió a Something después de un «Frog Splash».
  - Durante la lucha, Francis interfirió a favor de Swann, mientras que Deaner lo hizo a favor de Something.
- Jonathan Gresham derrotó a KUSHIDA.
  - Gresham cubrió a KUSHIDA con un «Roll-Up».
- PCO & Jordynne Grace derrotaron a Kon & Steph De Lander.
  - Grace cubrió a De Lander después de un «Juggernaut Driver».
- Mustafa Ali derrotó a Ace Austin y retuvo el Campeonato de la División X de TNA.
  - Ali cubrió a Austin después de un «450 Splash».
- The System (Moose, Eddie Edwards & Brian Myers) (con Alisha) derrotó a Matt Hardy & Speedball Mountain (Mike Bailey & Trent Seven).
  - Edwards cubrió a Seven después de un «Backpack Stunner Elbow Drop».

### 2025
Under Siege 2025 tuvo lugar el 23 de mayo de 2025 en el CAA Centre en Brampton, Ontario, Canadá. El evento fue transmitido en exclusiva a través de TNA Plus.
- Pre-Show: Rosemary derrotó a Xia Brookside por descalificación.
  - El árbitro descalificó a Brookside después que atacara a Rosemary con un cinturón.
  - Después de la lucha, Brookside atacó a Rosemary y a varios oficiales.
- Mike Santana derrotó KC Navarro (con AJ Francis).
  - Santana cubrió a Navarro después de un «Spin The Block».
  - Después de la lucha, Francis atacó a Santana con una muleta.
- Eddie Edwards (con Alisha) derrotó a Cody Deaner.
  - Edwards cubrió a Deaner después de un «Boston Knee Party».
  - Durante la lucha, Alisha interfirió a favor de Edwards.
  - Como resultado, Deaner deberá abandonar TNA.
- The Northern Armory (Eric Young, Judas Icarus & Travis Williams) derrotó a The System (Moose, Brian Myers & JDC).
  - Young cubrió a Moose después de un «Piledriver».
- Ash by Elegance & Heather by Elegance (con The Personal Concierge) derrotaron a Spitfire (Dani Luna & Jody Threat) en un Match by Elegance y retuvieron el Campeonato Mundial de Knockouts en Parejas de TNA.
  - Ash cubrió a Threat después de un «Rarified Air».
  - Durante la lucha, The Personal Concierge y Maggie Lee interfirieron a favor de Ash & Heather.
  - Como resultado, Spitfire deberá separarse.
- Order 4 (Mustafa Ali, John Skyler, Jason Hotch & Tasha Steelz) derrotó a The Rascalz (Trey & Zachary Wentz), Raj Singh & Indi Hartwell.
  - Ali cubrió a Singh después de un «450 Splash».
  - Después de la lucha, Ali atacó a Singh, pero fue detenido por Steelz golpeándola accidentalmente.
- Tessa Blanchard (con Robert Stone) derrotó a Arianna Grace (con Santino Marella).
  - Blanchard cubrió a Grace después de un «Magnum».
- Masha Slamovich derrotó a Victoria Crawford y retuvo el Campeonato Mundial de Knockouts de TNA.
  - Slamovich cubrió a Crawford después de un «Requiem».
  - Después de la lucha, Lei Ying Lee confrontó a Slamovich.
- The Nemeth Brothers (Nic Nemeth & Ryan Nemeth) derrotaron a Matt Hardy & Leon Slater y retuvieron el Campeonato Mundial en Parejas de TNA.
  - Nic cubrió a Hardy después de un «Danger Zone».
- Joe Hendry & Elijah derrotaron a Frankie Kazarian & Trick Williams.
  - Hendry cubrió a Kazarian después de un «Standing Ovation».